# 安娜·德門蒂耶娃
安娜·尤里耶夫娜·德門蒂耶娃（俄語：Анна Юрьевна Дементьева，1994年12月28日—），俄羅斯女子竞技体操運動員，她在2010年世界體操錦標賽獲得了女子團體金牌。